# Хуан Тінцзянь
Хуан Тінцзянь (黃庭堅, 1045 —1105) — китайський поет та каліграф часів династії Сун, засновник «цзянсійської школи».

## Життєпис
Народився у м. Хунчжоу (сучасне м. Феньтін провінції Цзянсі). Здобув гарну освіту. У 1067 році склав імператорський іспит та отримав вище вчене звання цзіньши. Водночас затоваришував з Су Ши. Деякий час викладав в училищі Гоцзицзянь. Згодом служив у відомстві нагород. Разом з Су Ши виступив проти реформ Ван Аньши. Тому 1073 року Хуан Тінцзяня було понижено в посаді й заслано до іншої провінції. В цей час Хуан очолював адміністрацію м. Цзічжоу (провінція Цзянсі). У 1080 році йому було повернуто посаду. Проте у 1100 році новий імператор Хуей-цзун відправив поета до Ічжоу (сучасна провінція Гуансі), де той й помер у 1105 році.

## Каліграфія
Був одним з відоміших каліграфів епохи Сун. Працював у стиля цаошу та сіншу. Надав їм енергії та експресії. Каліграфія Хуан Тінцзяня мала великий вплив на розвиток китайської каліграфії за часів Мін та Цін. Каліграфія Хуана цінується й тепер.